# Gare de Périers-en-Cotentin

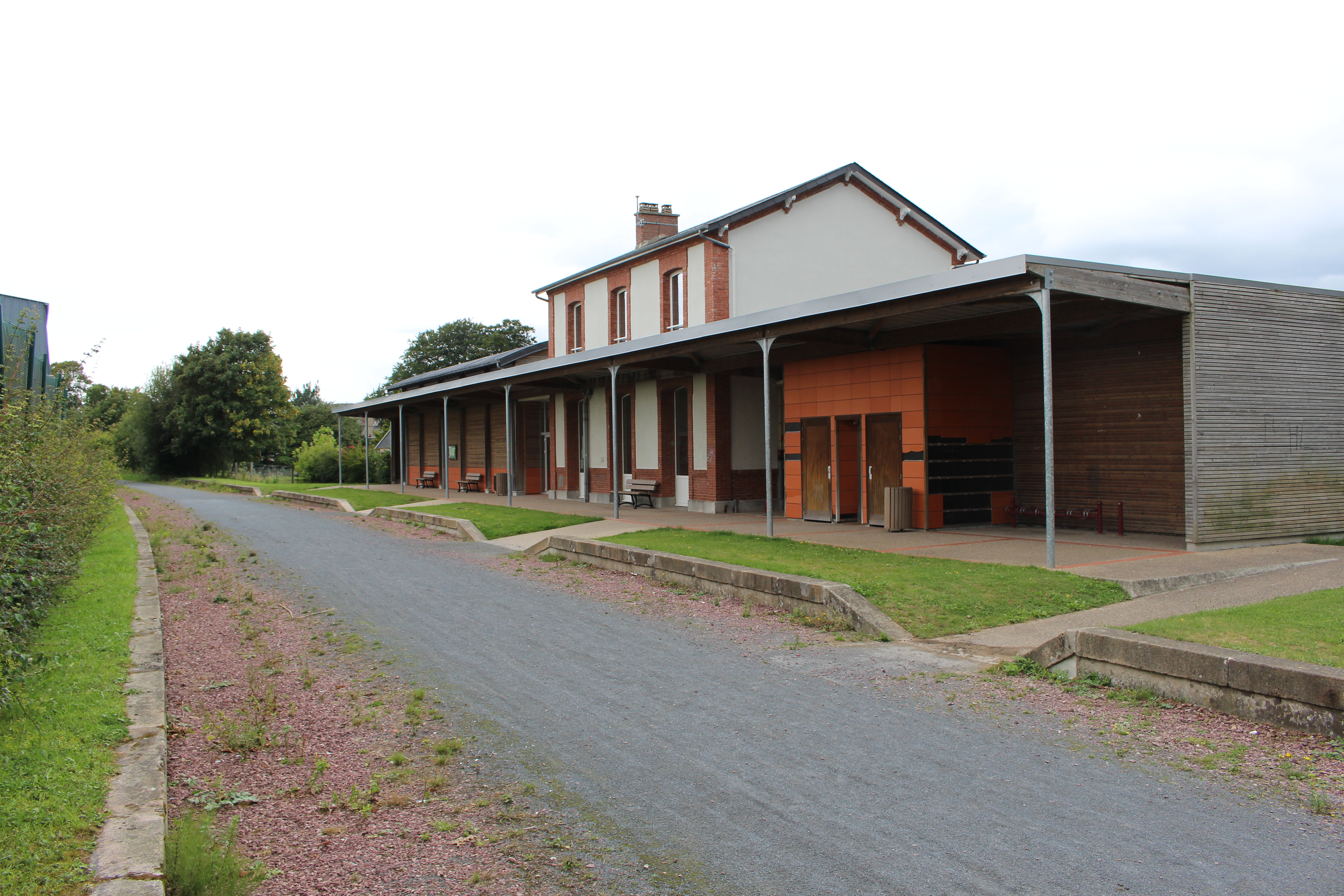
La gare est à présent une bibliothèque à proximité de la voie verte

La gare de Périers-en-Cotentin était une gare ferroviaire française de la ligne de Coutances à Sottevast, située rue de la Gare, à proximité du centre bourg de la commune de Périers, dans le département de la Manche en région Normandie.
Elle est mise en service en 1884 par la Compagnie des chemins de fer de l'Ouest. Elle est fermée au service des voyageurs en 1970 et à celui des marchandises en 1988, par la Société nationale des chemins de fer français (SNCF).

## Situation ferroviaire
Établie à 29 mètres d'altitude, la gare de Périers-en-Cotentin était située au point kilométrique (PK) 19,568 de la ligne de Coutances à Sottevast, entre les gares de Saint-Sauveur-Lendelin et de Millières.

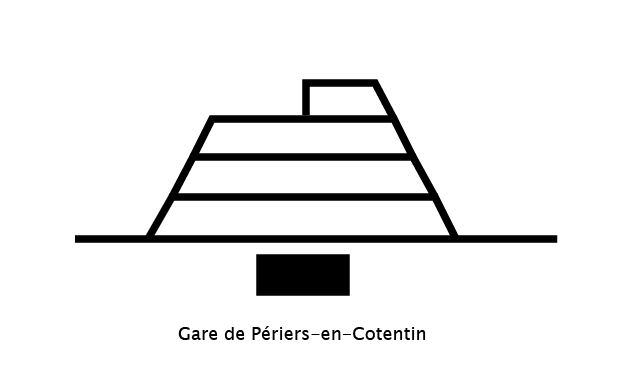
Plan des voies en 1957.

## Histoire
La « gare de Périers » est mise en service le 27 janvier 1884 par la Compagnie des chemins de fer de l'Ouest, lorsqu'elle ouvre à l'exploitation les 72 kilomètres de sa ligne à voie unique de Coutances à Sottevast.
En 1957, la gare SNCF de la région Ouest comporte : un bâtiment voyageurs devant la voie unique de la ligne, une voie de croisement et trois voies de service.
Après le passage du dernier trains de voyageurs en 1970, le bâtiment est désaffecté. 
La gare est fermée à tout trafic lors de l'arrêt du service des marchandises le 24 janvier 1988.

## Service des voyageurs
Gare fermée et désaffectée.

## Après le ferroviaire
En 2009, l'ancien bâtiment voyageurs est restauré et réaffecté par la Communauté de communes de Sèves et Taute. Le bâtiment a conservé un « cachet patrimonial et historique », tout en étant devenu une bibliothèque et un point d'information tourisme. L'ancienne voie ferrée est devenue une voie verte, le bâtiment voyageurs est un point « halte-randonneurs ».